# Jacqueline Alquier
Pour les articles homonymes, voir Alquier.
 (juillet 2021).
Si vous disposez d'ouvrages ou d'articles de référence ou si vous connaissez des sites web de qualité traitant du thème abordé ici, merci de compléter l'article en donnant les références utiles à sa vérifiabilité et en les liant à la section « Notes et références ».
Jacqueline Alquier, née le 29 juillet 1947 à Vabre (Tarn), est une femme politique française. 

## Biographie
Secrétaire comptable de formation, elle commence sa carrière politique en devenant conseillère générale du Tarn en 1979 puis conseillère régionale (1986-1988) et maire de la ville de Labruguière de 1989 à 1995. 
Suppléante de Jean-Pierre Gabarrou, député-maire de Castres, elle devient députée de la 2e circonscription en 1985 à la suite du décès brusque de ce dernier. Candidate sur la liste socialiste aux législatives de 1986 (élection à la proportionnelle intégrale), elle n'est pas réélue. Elle retourne à l'Assemblée nationale en 1988 en étant élue dans la 4e circonscription nouvellement crée et ce, jusqu'en 1993 où elle est largement battue par le candidat du RPR Bernard Carayon.
Demeurant première magistrate et conseillère générale, elle perd la mairie en 1995 et abandonne son mandat départemental pour retrouver les bancs de l'hémicycle régional où elle préside la commission environnement et tourisme. 
Le 26 septembre 2004, elle devient sénatrice du Tarn à la faveur d'une désunion de la droite et le demeurera jusqu'en 2014. 

## Détail des fonctions et mandats
- 25 mars 1979 - 22 mars 1998 : Conseillère générale du canton de Labruguière
- 22 mai 1985 - 1er avril 1986 : Députée de la 2e circonscription du Tarn
- 1986 - 1988 : Conseillère régionale de Midi-Pyrénées
- 23 juin 1988 - 1er avril 1993 : Députée de la 4e circonscription du Tarn
- 19 mars 1989 - 18 juin 1995 : Maire de Labruguière
- 1992 - 1998 : Vice-présidente du conseil général du Tarn
- 1er octobre 2004 - 30 septembre 2014 : Sénatrice du Tarn